# Радошинка (река)
Радошинка (словац. Radošinka) — река в Словакии, протекает по Нитранскому краю. Правый приток Нитры. Длина реки — 31,59 км, площадь водосборного бассейна — 384,734 км². Код реки — 4-21-12-593.
Берёт начало в горном массиве Поважски-Иновец. Впадает в Нитру на высоте 139 м.

## Бассейн
Притоки по порядку от устья:
- Perkovský potok (лв)
  - Suliansky potok (лв)
  - Manický potok (лв)
- Andač (пр)
  - Slivášsky potok (пр)
  - Blatina (лв)
  - Alekšinský potok (пр)
    - Pančava

  - Geňov (пр)
- Kotrbál (пр)
- Trhovištský potok (пр)
  - Galanovka (пр)
- Merašický potok (пр)
  - Tekoldiansky potok (лв)
- Hlavinka (лв)
  - Lipovnícky potok (лв)
    - Blesovský potok (лв)

  - Kopanický potok (пр)
  - Nemečiansky potok (пр)
  - Vozokánsky potok (пр)
- Cerový potok (пр)
  - Orešiansky potok (лв)
  - Medeš (пр)
- Blatnica (лв)
- Bzinský potok (пр)
  - Šalgovský potok (пр)
- Rakovinský potok (пр)[2]